# Veneza Automóveis
Veneza Automóveis war ein brasilianischer Hersteller von Automobilen.

## Unternehmensgeschichte
Das Unternehmen hatte seinen Sitz an der Avenida Pasteur in Rio de Janeiro. 1982 begann die Produktion von Automobilen. Der Markenname lautete Tiger. Im gleichen Jahr endete die Produktion.

## Fahrzeuge
Das einzige Modell war ein VW-Buggy. Die Basis bildete ein ungekürztes Fahrgestell von Volkswagen do Brasil. Die offene Karosserie kam ohne Türen aus. Hinter den vorderen Sitzen war eine Überrollvorrichtung. Ein luftgekühlter Vierzylinder-Boxermotor war im Heck montiert und trieb die Hinterräder an.